# 博雅山莊

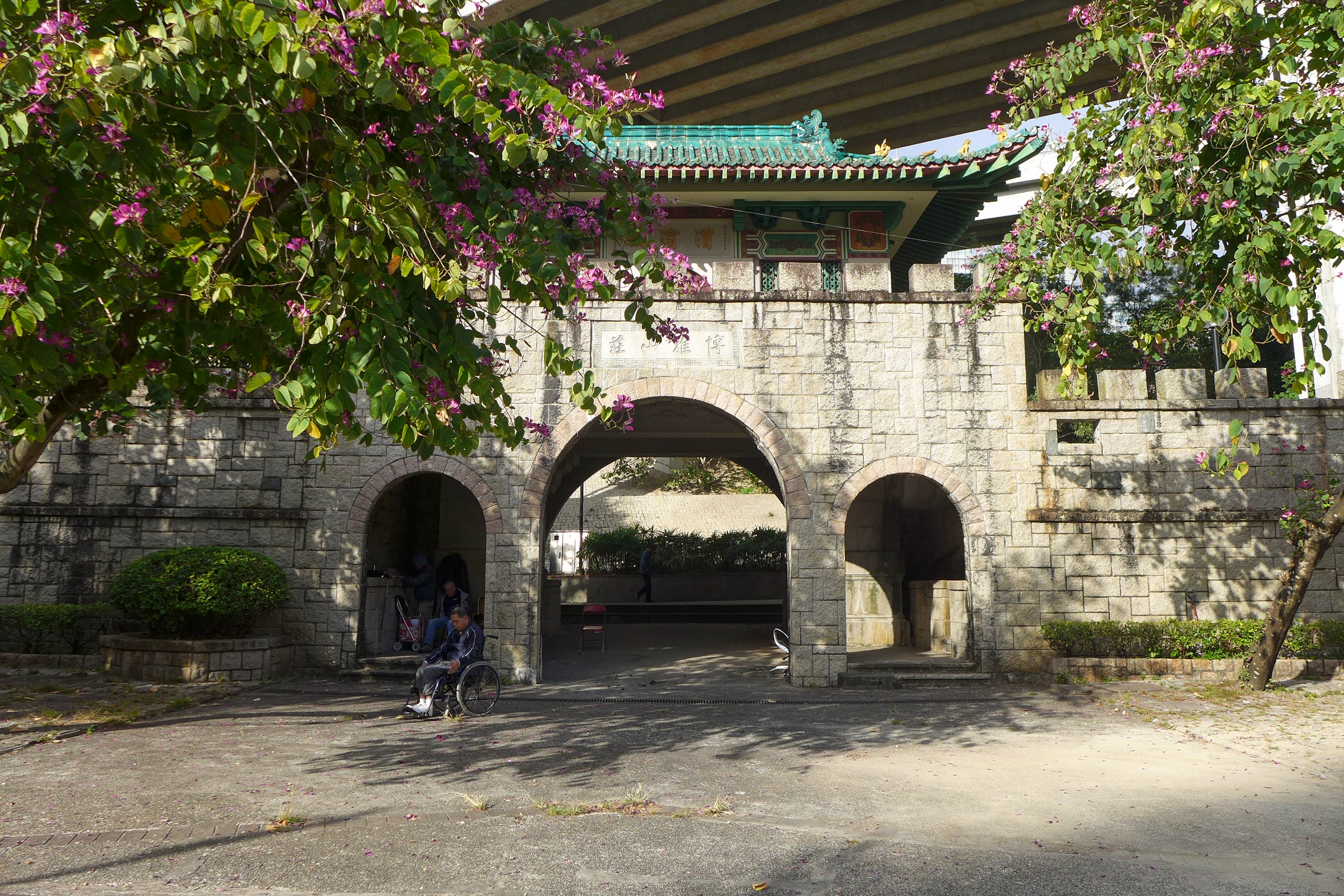
博雅山莊城樓正門

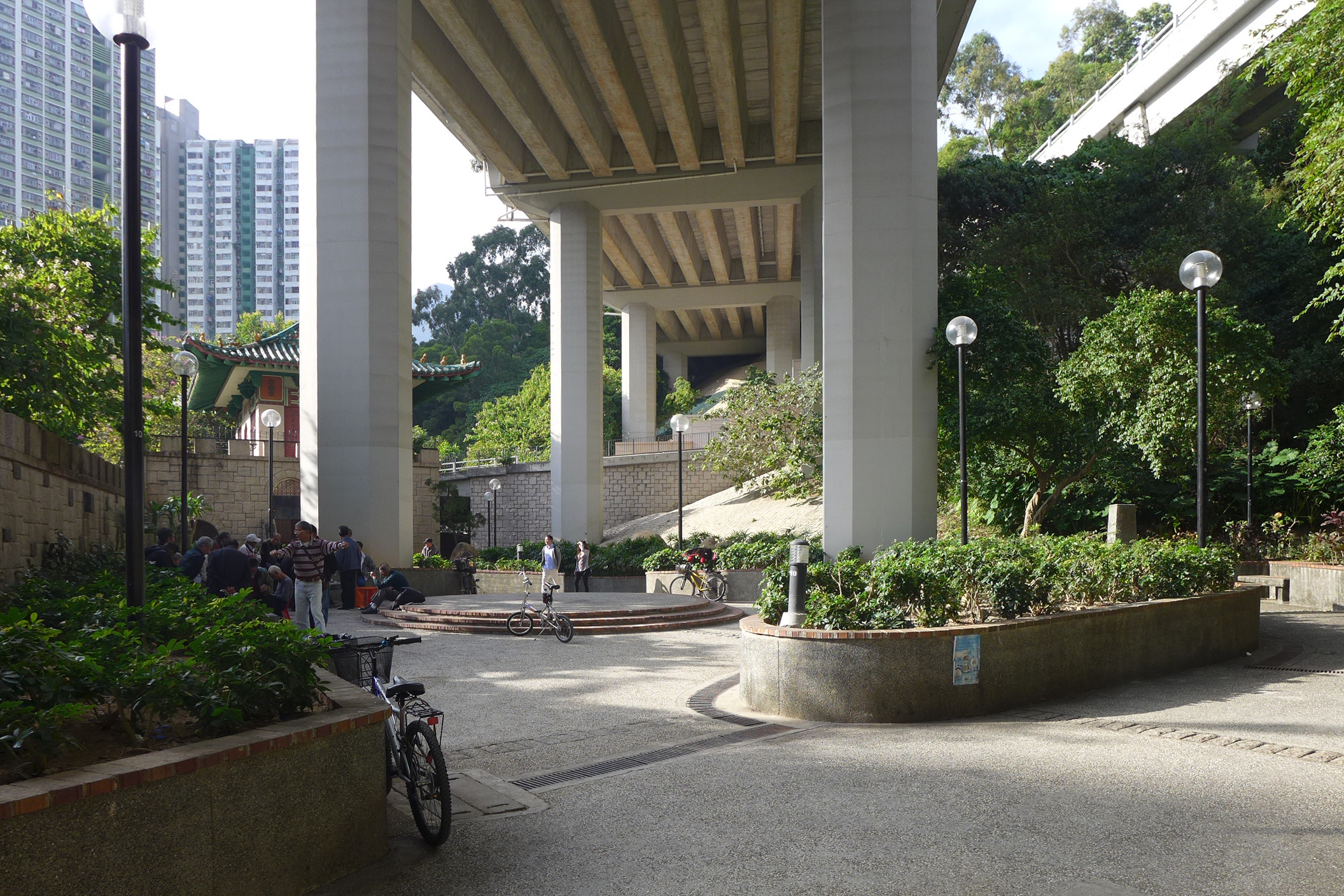
博雅山莊內部已改為休憩處

博雅山莊亦稱渭濱城（英語：Wai Bun Castle），位於香港沙田區大圍城門河河畔，鄰近美城苑，是一座休憩遊樂公園場地。

## 起源
博雅山莊的前身為梅苑別墅及合興隆魚翅廠，原來佔地41,909平方呎。1971年，總探長呂樂以渭濱置業有限公司（Wai Bun Land Investment Company Limited）的名義購置，作為其度假別墅。曾經有傳聞，該別墅實為一座地下賭場。
當時，整座博雅山莊由一幅十多呎高的大麻石城牆圍繞，因此鄰近村民起了一個叫萬里長城的渾號。博雅山莊的門口及盡頭皆設有大閘：正閘及後閘，頂上刻有博雅山莊橫匾，並有「癸丑春立」四個小字，表示在1973年的春季建成。此外亦都刻有「渭濱城」橫匾的汽車通道。進入正閘，有另一拱門，上書「晚清」，附有呂姓姓氏對聯：「莆田世澤，渭水家聲。」後為大廳、工人房間、廚房及貯物室，經過大理石鑲嵌的長廊，再登上2樓，有9間房，其中2間附有盥洗室。主樓外有一座池塘及一座巨型假山，一尊漢白玉石蓮座觀音像被供奉於假山裡，池塘的西方是「龍津閣」中式樓閣；東方是「博苑」涼亭。
渭濱置業有限公司以博雅山莊作抵押向香港國際酒樓集團借貸6百萬港元，於1973年，呂樂經加拿大移居台灣。酒樓曾經於1977年至1987年間在博雅山莊內營運園林式中國餐館──國際城，然而該物業一部分被政府於1987年2月建築城門隧道公路時收回，其時絕大部份博雅山莊的建築物均被拆卸，使博雅山莊一分為二。而餘下未被清拆的私人園林（池塘、龍津閣）部分，後來被新鴻基地產收購（原擬發展為曉翠山莊後續期數），於2004年完成補地價，並於2005-06年清拆，重建為壹號雲頂第一及第三期。

## 場景
鄧麗君曾以古裝打扮於博雅山莊內取景拍攝虞美人（又名：幾多愁）MV，片中可見現今殘餘城樓部份。

## 現況
現時，博雅山莊只殘餘其城樓部分。沙田民政事務處在2004年8月竣工建成地臺及加裝3張長椅（而新地在建造壹號雲頂時，亦有負責休憩公園內斜坡及修復工程）。由於博雅山莊處於城門隧道公路橋底部，因此無需建造上蓋。
現在經常有人非法聚集賭博，無論中午和晚上都有人聚賭，區議員驅趕多次，仍然有人聚賭。